# Хималайска кабарга
Хималайска кабарга (Moschus chrysogaster или Високопланинска кабарга) е вид бозайник от семейство Кабаргови (Moschidae). Видът е застрашен от изчезване.

## Разпространение и местообитание
Разпространен е в Бутан, Индия, Китай и Непал.